# 섬관박쥐
섬관박쥐(Rhinolophus keyensis)는 관박쥐과에 속하는 박쥐의 일종이다. 인도네시아의 토착종이다.

## 특징
작은 박쥐로 몸길이가 35.6~46.6mm, 전완장이 35.8~44.9mm이다. 꼬리 길이는 17.2~26.2mm, 발 길이는 5.9~8.4mm이다. 귀 길이는 14~20mm 정도이다. 3종의 아종이 알려져 있다.